# Villásfarkú smaragdkolibri
A villásfarkú smaragdkolibri  (Chlorostilbon canivetii) a madarak (Aves) osztályának sarlósfecske-alakúak (Apodiformes) rendjéhez, ezen belül a kolibrifélék (Trochilidae) családjához tartozó faj.

## Előfordulása
Mexikó, Belize, Costa Rica, Salvador, Guatemala, Honduras és Nicaragua területén honos. A természetes élőhelye szubtrópusi és trópusi száraz erdők, erősen leromlott egykori erdők, száraz szavannák, valamint szántóföldek, legelők és ültetvények.

## Alfajai
- Chlorostilbon canivetii canivetii (Lesson, 1832)
- Chlorostilbon canivetii osberti Gould, 1860
- Chlorostilbon canivetii salvini (Cabanis & Heine, 1860)